# Lančiunavos miškas
Lančiunavos miškas este o arie protejată (arie de protecție specială avifaunistică — SPA) din Lituania întinsă pe o suprafață de 5.221,87 ha, integral pe uscat.

## Localizare
Centrul sitului Lančiunavos miškas este situat la coordonatele 55°20′40″N 24°11′30″E / 55.3444°N 24.1917°E.

## Înființare
Situl Lančiunavos miškas a fost declarat arie de protecție specială avifaunistică în august 2006 pentru a proteja 10 specii de animale.

## Biodiversitate
Situată în ecoregiunea boreală, aria protejată nu include niciun habitat protejat.
La baza desemnării sitului se află mai multe specii protejate de  păsări (10): acvilă țipătoare mică (Aquila pomarina), cocoșul de mesteacăn (Bonasa bonasia), barză neagră (Ciconia nigra), cristeiul de câmp (Crex crex), ciocănitoare cu spate alb (Dendrocopos leucotos), ciocănitoarea de stejar (Dendrocopos medius), cocor (Grus grus), codalb (Haliaeetus albicilla), viespar (Pernis apivorus), ciocănitoare verzuie (Picus canus).